# Radinac
Radinac (em cirílico: Радинац) é uma vila da Sérvia localizada no município de Smederevo, pertencente ao distrito de Podunavlje, na região de Podunavlje. A sua população era de 5349 habitantes segundo o censo de 2011.

## Demografia
| 1948 | 1953 | 1961 | 1971 | 1981 | 1991 | 2002 | 2011 |
| ---- | ---- | ---- | ---- | ---- | ---- | ---- | ---- |
| 1598 | 1701 | 2313 | 3236 | 4355 | 4995 | 4920 | 5349 |